# Ryan Giggs
Ryan Joseph Giggs OBE (Cardiff, 29 november 1973) is een Welsh voormalig voetballer. Hij stroomde in 1990 door vanuit de jeugd van Manchester United en bleef daarvoor tot het einde van zijn spelerscarrière in 2014 actief. Waar hij in de jaren 90 vooral als linksbuiten speelde, speelde hij in zijn laatste jaren voornamelijk als spelmaker centraal op het middenveld.
Nadat Giggs stopte als voetballer, werd hij in 2014 bij Manchester United assistent-trainer van de dan net aangestelde coach Louis van Gaal. Van januari 2018 tot half 2022 was hij officieel bondscoach van het Welsh voetbalelftal.

## Clubcarrière
Giggs' grootvader van vaders kant was een Krio uit Sierra Leone. Hij werd geboren als Ryan Joseph Wilson, maar nam de achternaam van zijn moeder aan. Omdat hij in Engeland op school zat, kwam hij uit voor het Engelse schoolvoetbalteam, maar omdat zijn ouders en drie van zijn grootouders in Wales geboren zijn, verdedigde hij de kleuren van het Welsh voetbalelftal. Hij debuteerde in 1991 als zeventienjarige tegen Duitsland. Daarmee was hij de jongste Welsh international ooit. Giggs had nooit voor het Engels voetbalelftal kunnen uitkomen. Hiervoor had een van zijn ouders of grootouders in Engeland geboren moeten zijn. Giggs wordt, met spelers als Alfredo Di Stéfano, George Best en Jari Litmanen, beschouwd als een van de beste spelers ooit die nooit op een continentale of wereldbeker uitkwam. Hij nam in 2012 wel aan de Olympische Spelen van Londen deel, voor Groot-Brittannië.
Giggs is als oud-speler van Manchester United recordhouder wat betreft het winnen van meeste clubprijzen. Hij werd dertien keer landskampioen (een record). Verder won hij vier keer de FA Cup, twee keer de Champions League, één keer de UEFA Super Cup, één keer de wereldbeker voetbal voor clubteams en één keer het wereldkampioenschap voetbal voor clubteams.
Voor sommigen maakte Giggs zijn mooiste doelpunt in 1999 in de halve finale van de FA Cup tegen Arsenal. In de toegevoegde tijd dribbelde hij, vanaf de middellijn, langs drie verdedigers en maakte toen een doelpunt. Dit was ook het enige doelpunt van de wedstrijd, waardoor Manchester United dat seizoen de finale van de FA Cup mocht spelen (die de club won).
In de eerste helft van het seizoen 2004/05 werd verwacht dat hij bij Manchester United zou vertrekken. Onder meer Bolton Wanderers en Newcastle United hadden interesse. De toenmalige voorzitter van Manchester, David Gill, wilde Giggs geen tweejarig contract aanbieden, omdat de club spelers ouder dan dertig doorgaans een verlenging van telkens één seizoen tegelijk aanbiedt. Uiteindelijk tekende Giggs een tweejarige verlenging, waardoor hij tot juli 2008 aan de club verbonden was. De laatste wedstrijd van het seizoen 2007/08 was zijn 758e voor United, waarmee hij het clubrecord van Bobby Charlton evenaarde. Bovendien maakte hij in deze wedstrijd het tweede doelpunt tegen Wigan Athletic. Dit bleek het beslissende doelpunt, waardoor Manchester United de landstitel behaalde.
Een wedstrijd later, de Champions League-finale van dat jaar, tegen Chelsea, werd hij alleenhouder van het record. Op 29 april 2009 had hij 800 officiële wedstrijden gespeeld. Op 16 januari 2011 speelde Giggs tegen Tottenham Hotspur (0-0) zijn zeshonderdste competitiewedstrijd voor Manchester United.
Giggs is de enige speler die in elf achtereenvolgende seizoenen van de UEFA Champions League en van de Engelse Premier League tot scoren kwam. In 2005 werd hij opgenomen in de English Football Hall of Fame en in 2009 werd hij uitgeroepen tot BBC Sports Personality of the Year.
Op 6 maart 2011 verbeterde Giggs op 37-jarige leeftijd het record van het hoogste aantal gespeelde wedstrijden voor Manchester United. Hij stootte daarmee Bobby Charlton (1956-1973) van de troon. Tegen Liverpool speelde hij zijn 607de competitiewedstrijd voor Manchester United.
Op 26 april 2011 werd hij de oudste speler die scoorde in de CL, door het eerste doelpunt te maken in een met 0-2 gewonnen wedstrijd tegen FC Schalke 04. Hij was toen 37 jaar en 148 dagen oud. Hij verbrak dat record op 14 september 2011 opnieuw 1-1 te maken in de eerste wedstrijd van de groepsfase van 'het kampioenenbal', tegen SL Benfica. Hij was op dat moment 37 jaar en 289 dagen oud.
Op 26 februari 2012 speelde hij zijn 900ste wedstrijd voor Manchester United, tegen Norwich City. In de blessuretijd van de tweede helft wist Giggs het winnende doelpunt (2-1) te scoren. Meteen na deze wedstrijd maakte Manchester United bekend Giggs contract met nog een jaar te willen verlengen.
Giggs speelde op 6 mei 2014 zijn 963e en laatste officiële wedstrijd voor Manchester United. Hij was tot en met 25 september 2017 de speler met de meeste wedstrijden in de Premier League met uiteindelijk 632 wedstrijden. Giggs was jarenlang ruim recordhouder geweest. Gareth Barry, uitkomend voor West Bromwich Albion, nam dat record over.

## Trainerscarrière

### Manchester United
Na het ontslag van David Moyes als coach van Manchester United, in april 2014, werd Giggs aangesteld als interim-manager/speler. Onder zijn leiding won United op 26 april met 4-0 van Norwich City. Hij werd op Old Trafford bijgestaan door zijn oud-ploeggenoten Paul Scholes, Nicky Butt en Phil Neville. Giggs maakte op 19 mei van dat jaar bekend dat hij stopte met voetballen. Op diezelfde dag werd Louis van Gaal gepresenteerd als trainer van Manchester United per seizoen 2014/15. Giggs ging als assistent-coach deel uitmaken van zijn staf.

### Wales
Op 15 januari 2018 stelde de voetbalbond van Wales hem aan als bondscoach van de nationale ploeg. Hij trad aan als opvolger van Chris Coleman. Giggs ondertekende een contract voor vier jaar. In de eerste interland onder zijn leiding, op 22 maart 2018, won Wales in een oefenwedstrijd in Nanning met 6-0 van China. Giggs liet één speler debuteren bij zijn eerste wedstrijd als technisch eindverantwoordelijke: Chris Mepham (Brentford FC) verving Ben Davies (Tottenham Hotspur) in de 70ste minuut.
Met Giggs kwalificeerde Wales zich op 19 november 2019 voor Euro 2020. Het was pas de tweede keer dat Wales aan dit kampioenschap mocht meedoen.
In november 2020 ging Giggs als coach met verlof na aantijgingen van huiselijk geweld die door hem op 2 november dat jaar zou zijn gepleegd op zijn vriendin en haar jongere zus. Hij keerde door deze affaire niet meer terug als bondscoach van Wales en stopte definitief op 20 juni 2022.

## Clubstatistieken
| Seizoen         | Club              | Competitie      | Competitie | Competitie | Beker  | Beker  | League Cup | League Cup | Europees | Europees | Overig | Overig | Totaal | Totaal |
| Seizoen         | Club              | Competitie      | Wed.       | Dlp.       | Wed.   | Dlp.   | Wed.       | Dlp.       | Wed.     | Dlp.     | Wed.   | Dlp.   | Wed.   | Dlp.   |
| --------------- | ----------------- | --------------- | ---------- | ---------- | ------ | ------ | ---------- | ---------- | -------- | -------- | ------ | ------ | ------ | ------ |
| 1990/91         | Manchester United | First Division  | 2          | 1          | 0      | 0      | 0          | 0          | 0        | 0        | 0      | 0      | 2      | 1      |
| 1991/92         | Manchester United | First Division  | 38         | 4          | 7      | 0      | 8          | 3          | 2        | 0        | 0      | 0      | 51     | 7      |
| 1992/93         | Manchester United | Premier League  | 41         | 9          | 2      | 2      | 2          | 0          | 1        | 0        | —      | —      | 46     | 11     |
| 1993/94         | Manchester United | Premier League  | 38         | 13         | 7      | 1      | 8          | 3          | 4        | 0        | 1      | 0      | 58     | 17     |
| 1994/95         | Manchester United | Premier League  | 29         | 1          | 7      | 1      | 0          | 0          | 3        | 2        | 1      | 0      | 40     | 4      |
| 1995/96         | Manchester United | Premier League  | 33         | 11         | 7      | 1      | 2          | 0          | 2        | 0        | —      | —      | 44     | 12     |
| 1996/97         | Manchester United | Premier League  | 26         | 3          | 3      | 0      | 0          | 0          | 7        | 2        | 1      | 0      | 37     | 5      |
| 1997/98         | Manchester United | Premier League  | 29         | 8          | 2      | 0      | 0          | 0          | 5        | 1        | 1      | 0      | 37     | 9      |
| 1998/99         | Manchester United | Premier League  | 24         | 3          | 6      | 2      | 1          | 0          | 9        | 5        | 1      | 0      | 41     | 10     |
| 1999/00         | Manchester United | Premier League  | 30         | 6          | 00000— | 00000— | 0          | 0          | 11       | 1        | 3      | 0      | 44     | 7      |
| 2000/01         | Manchester United | Premier League  | 31         | 5          | 2      | 0      | 0          | 0          | 11       | 2        | 1      | 0      | 45     | 7      |
| 2001/02         | Manchester United | Premier League  | 25         | 7          | 1      | 0      | 0          | 0          | 13       | 2        | 1      | 0      | 40     | 9      |
| 2002/03         | Manchester United | Premier League  | 36         | 8          | 3      | 2      | 5          | 0          | 15       | 4        | —      | —      | 59     | 14     |
| 2003/04         | Manchester United | Premier League  | 33         | 7          | 5      | 0      | 0          | 0          | 8        | 1        | 1      | 0      | 47     | 8      |
| 2004/05         | Manchester United | Premier League  | 32         | 5          | 4      | 0      | 1          | 1          | 6        | 2        | 1      | 0      | 44     | 8      |
| 2005/06         | Manchester United | Premier League  | 27         | 3          | 2      | 1      | 3          | 0          | 5        | 1        | —      | —      | 37     | 5      |
| 2006/07         | Manchester United | Premier League  | 30         | 4          | 6      | 0      | 0          | 0          | 8        | 2        | —      | —      | 44     | 6      |
| 2007/08         | Manchester United | Premier League  | 31         | 3          | 2      | 0      | 0          | 0          | 9        | 0        | 1      | 1      | 43     | 4      |
| 2008/09         | Manchester United | Premier League  | 28         | 2          | 2      | 0      | 4          | 1          | 11       | 1        | 2      | 0      | 47     | 4      |
| 2009/10         | Manchester United | Premier League  | 25         | 5          | 1      | 0      | 2          | 1          | 3        | 1        | 1      | 0      | 32     | 7      |
| 2010/11         | Manchester United | Premier League  | 25         | 2          | 3      | 1      | 1          | 0          | 8        | 1        | 1      | 0      | 38     | 4      |
| 2011/12         | Manchester United | Premier League  | 25         | 2          | 2      | 0      | 1          | 1          | 5        | 1        | 0      | 0      | 33     | 4      |
| 2012/13         | Manchester United | Premier League  | 22         | 2          | 4      | 1      | 1          | 2          | 5        | 0        | —      | —      | 32     | 5      |
| 2013/14         | Manchester United | Premier League  | 12         | 0          | 0      | 0      | 2          | 0          | 7        | 0        | 1      | 0      | 22     | 0      |
| Club totaal     | Club totaal       | Club totaal     | 672        | 114        | 74     | 12     | 41         | 12         | 158      | 29       | 18     | 1      | 963    | 168    |
| Carrière totaal | Carrière totaal   | Carrière totaal | 672        | 114        | 74     | 12     | 41         | 12         | 157      | 29       | 19     | 1      | 963    | 168    |

## Interlandcarrière
Giggs kwam 64 keer uit voor Wales en scoorde in die wedstrijden twaalfmaal. Hij maakte op woensdag 16 oktober 1991 zijn debuut in de nationale ploeg, in een EK-kwalificatiewedstrijd tegen Duitsland in Neurenberg (5-1). Giggs viel in dat duel na 84 minuten in voor Eric Young. Hij nam op 2 juni 2007 afscheid van de nationale ploeg, in een EK-kwalificatiewedstrijd tegen Tsjechië. Het duel eindigde in 0-0 en hij werd gekozen tot Man of the Match.
Op de Olympische Zomerspelen 2012 was Giggs aanvoerder van het gezamenlijke Britse elftal.
| Interlanddoelpunten | Interlanddoelpunten | Interlanddoelpunten | Interlanddoelpunten       | Interlanddoelpunten | Interlanddoelpunten | Interlanddoelpunten | Interlanddoelpunten |
| #                   | Datum               | Locatie             | Wedstrijd                 | Doelpunt(en)        | Score               | Uitslag             | Wedstrijd           |
| ------------------- | ------------------- | ------------------- | ------------------------- | ------------------- | ------------------- | ------------------- | ------------------- |
| 1                   | 31/03/1993          | Cardiff             | Wales – België            | 18'                 | 1 – 0               | 2 – 0               | WK-kwalificatie     |
| 2                   | 08/09/1993          | Cardiff             | Wales – Tsjecho-Slowakije | 21'                 | 1 – 1               | 2 – 2               | WK-kwalificatie     |
| 3                   | 07/09/1994          | Cardiff             | Wales – Albanië           | 67'                 | 2 – 0               | 2 – 0               | EK-kwalificatie     |
| 4                   | 02/06/1996          | Serravalle          | San Marino – Wales        | 50'                 | 0 – 4               | 0 – 5               | WK-kwalificatie     |
| 5                   | 11/10/1997          | Brussel             | België – Wales            | 62'                 | 3 – 2               | 3 – 2               | WK-kwalificatie     |
| 6                   | 04/09/1999          | Minsk               | Wit-Rusland – Wales       | 86'                 | 1 – 2               | 1 – 2               | EK-kwalificatie     |
| 7                   | 29/03/2000          | Cardiff             | Wales – Finland           | 60'                 | 1 – 2               | 1 – 2               | Oefeninterland      |
| 8                   | 29/03/2003          | Cardiff             | Wales – Azerbeidzjan      | 53'                 | 4 – 0               | 4 – 0               | EK-kwalificatie     |
| 9                   | 08/10/2005          | Belfast             | Noord-Ierland – Wales     | 62'                 | 2 – 3               | 2 – 3               | WK-kwalificatie     |
| 10                  | 12/10/2005          | Cardiff             | Wales – Azerbeidzjan      | 3'                  | 1 – 0               | 2 – 0               | WK-kwalificatie     |
| 11                  | 12/10/2005          | Cardiff             | Wales – Azerbeidzjan      | 51'                 | 2 – 0               | 2 – 0               | WK-kwalificatie     |
| 12                  | 28/03/2007          | Cardiff             | Wales – San Marino        | 3'                  | 1 – 0               | 3 – 0               | EK-kwalificatie     |

## Erelijst
| Competitie            |                   | |                   |                   |
| Competitie            | Aantal            | Jaren |                   |                   |
| Manchester United     | Manchester United | Manchester United                                                                                                   | Manchester United | Manchester United |
| --------------------- | ----------------- | --- | ----------------- | ----------------- |
| Mondiaal              |                   | |                   |                   |
| FIFA Club World Cup   | 1x                | 2008 |                   |                   |
| Intercontinental Cup  | 1x                | 1999 |                   |                   |
| Internationaal        |                   | |                   |                   |
| UEFA Champions League | 2x                | 1998/99, 2007/08 |                   |                   |
| UEFA Super Cup        | 1x                | 1991 |                   |                   |
| Nationaal             |                   | |                   |                   |
| Premier League        | 13x               | 1992/93, 1993/94, 1995/96, 1996/97, 1998/99, 1999/00, 2000/01, 2002/03, 2006/07, 2007/08, 2008/09, 2010/11, 2012/13 |                   |                   |
| FA Cup                | 4x                | 1993/94, 1995/96, 1998/99, 2003/04                                                                                  |                   |                   |
| Football League Cup   | 4x                | 1991/92, 2005/06, 2008/09, 2009/10                                                                                  |                   |                   |
| FA Community Shield   | 9x                | 1993, 1994, 1996, 1997, 2003, 2007, 2008, 2010, 2013                                                                |                   |                   |

## Persoonlijk leven
Giggs trouwde op 7 september 2007 met Stacey Cooke. Ze hebben samen een dochter en een zoon. Gedurende zijn carrière stond hij lang bekend als 'familieman', maar na 2011 kwam er een smet op dat imago na affaires met zijn schoonzus en Imogen Thomas. In 2021 werd hij in staat van beschuldiging gesteld na aanklachten wegens de vermeende mishandeling van twee vrouwen. Daarop werd hij door de Welshe voetbalbond op non-actief gesteld als bondscoach.
Giggs is tevens mede-eigenaar van het Engelse Salford City FC, dat uitkomt in de League Two.

## Trivia
- Naast het voetbal is Giggs actief als vertegenwoordiger van UNICEF. In juni 2007 werd hij onderscheiden in de Orde van het Britse Rijk.